# Karagadji (Petté)
Pour les articles homonymes, voir Karagadji.
Karagadji est une localité du Cameroun située dans l'arrondissement de Petté, le département du Diamaré et la région de l’Extrême-Nord. Elle fait partie du canton/lawanat de Fadare.

## Population
En 1975, la localité comptait 204 habitants, des Kanouri.
Lors du recensement de 2005, on y a dénombré 447 personnes.